# Апостольская префектура Сяньтаня
Апостольский префектура Сяньтаня (лат. Apostolica Praefectura Siangtanensis) — апостольская префектура Римско-Католической церкви с центром в городе Сянтань, Китай. Апостольская префектура распространяет свою юрисдикцию на часть провинции Хунань. Апостольская префектура Сяньтаня подчиняется непосредственно Святому Престолу.

## История
1 июня 1937 года Римский папа Пий XI издал буллу Ad evangelicam veritatem, которой учредил апостольскую префектуру Сяньтаня, выделив её из апостольского викариата Чанши (сегодня - Архиепархия Чанша).

## Ординарии апостольской префектуры
- священник Pacifico Calzolari (1938 — 1965);
  - Sede vacante — с 1965 года по настоящее время.

## Источник
- Annuario Pontificio, Libreria Editrice Vaticana, Città del Vaticano, 2003, ISBN 88-209-7422-3
- Булла Ad evangelicam veritatem, AAS 30 (1938), стр. 9  (лат.)